# Кругла башта
Кру́гла (напівкругла) ба́шта — пам'ятка архітектури національного значення України (охор. № 010071/6), що належить до комплексу пам'яток Генуезької фортеці в Судаку. Згідно з Переліком об'єктів нерухомої спадщини Судацької фортеці Національного заповідника «Софія Київська», башта має порядковий номер 11. Споруджена в 1385—1414 роках.
Кругла башта, єдина в фортеці башта напівкруглої форми. Зберегла лише нижній ярус, від другого до наших днів дійшла лише основа. Існує припущення, що її побудували візантійці. Під баштою виявлено давнішу кладку. Під час розкопок 1928 року в найнижчому шарі землі виявили залишки лощеного глиняного посуду й інші предмети таврського походження. Мабуть, задовго до спорудження фортеці тут жили таври.
Між Круглою баштою та наступною баштою Лавані археологи виявили залишки ще однієї прямокутної башти.